# ISpace
Cet article concerne l'entreprise chinoise. Pour l'entreprise japonaise, voir ispace.
iSpace est une société chinoise qui développe une famille de lanceurs spatiaux. Avec son lanceur léger Hyperbola-1  (charge utile de 300 kilogrammes) elle est la première société chinoise non étatique à avoir réussi à placer une charge utile en orbite avec une fusée développée en interne (2019). iSpace développe par ailleurs un lanceur de moyenne puissance réutilisable (Hyperbola-3) dont le premier vol est programmé fin 2025. La société, dont le siège est à Pékin, a été créée en octobre 2016. 

## Historique
Connue aussi sous les noms de Beijing Interstellar Glory Space Technology Ltd. ou de StarCraft Glory, la société iSpace fait partie de la dizaine de start-up chinoises (les plus connues sont OneSpace et LandSpace) créées au milieu de la décennie 2010 dans le but de se positionner sur le marché du lancement des petits satellites en développant une famille de micro-lanceurs. La création de ces société fait suite à la décision du gouvernement chinois prise en 2014 d'ouvrir ce secteur d'activité à la concurrence alors que celui-ci était jusque là un monopole des sociétés étatiques (CASC et SAST). Ces sociétés bénéficient d'une aide à la fois de l'agence nationale chargée de superviser les développements dans le domaine spatial (l'Administration d'État pour la Science, la Technologie et l'Industrie de la Défense nationale ou SASTIND) et du principal groupe industriel national impliqué dans le secteur spatial, la Société de sciences et technologies aérospatiales de Chine (CASC). iSpace créée en octobre 2016 dont le siège est à Pékin dispose d'un centre de recherche à Xi'an,.

### Développement du lanceur léger Hyperbola-1
En juillet 2018, iSpace lève 600 millions yuans (environ 80 millions €) sur le marché financier pour financer ses investissements. Le 5 septembre 2018, la société lance avec succès une fusée mono-étage Hyperbola-1Z de 9 mètres de long pour 1 mètre de diamètre propulsée par un moteur à propergol solide. Celle-ci, tirée depuis l'île de Hainan, atteint une altitude de 175 kilomètres et une vitesse de 1,6 kilomètre par seconde. Il s'agissait du deuxième vol de cette fusée-sonde, le premier ayant eu lieu en avril de la même année. La société prévoit initialement d'effectuer un premier vol orbital avec son lanceur Hyperbola-1 au cours du premier semestre 2019,. Celui-ci a finalement lieu le 25 juillet 2019 avec succès.

### Développement du lanceur réutilisable de moyenne puissance Hyperbola-3
Après avoir commencé à développer un lanceur légèrement plus puissant (Hyperbola-2) elle officialise en juillet 2023 l'abandon de ce projet au profit d'un lanceur moyen partiellement réutilisable Hyperbola-3 capable de placer une dizaine de tonnes en orbite basse. Un prototype de premier étage réutilisable. Un prototype de premier étage réutilisable effectue deux essais de décollage / atterrissage couronnés de succès fin 2023. i-Space a pour objectif d'effectuer un premier vol d'Hyperbola-3 dans une version non réutilisable pour 2025, puis une tentative d'atterrissage vertical et de récupération du premier étage en 2026. Le développement d'une version lourde comportant 3 premiers étages accolés et baptisée Hyperbola-3B est également prévue. La société prévoit d'effectuer 30 lancements par an vers 2030.

## Lanceurs

### Hyperbola-1
Hyperbola-1 est un lanceur spatial léger comprenant quatre étages dont trois à propergol solide et le dernier à ergols liquides qui est capable de placer une charge utile de 300 kilogrammes sur une orbite terrestre basse et 150 kilogrammes sur une orbite héliosynchrone de 700 kilomètres. Le lanceur a un diamètre de 1,4 mètre pour une longueur de 20 mètres et une masse au décollage de 31 tonnes. Le premier vol a lieu le 25 juillet 2019 avec succès. Le lanceur subit 3 échecs consécutifs en février 2021, août 2021 et mai 2022,,. Un nouveau vol d'essai pour certifier à nouveau le lanceur pour des vols commerciaux est réalisé le 7 avril 2023 avec succès.

### Hyperbola-2 (développement abandonné)
Hyperbola-2 est un lanceur léger comprenant deux étages propulsés par des moteurs-fusées à ergols liquides. La fusée est capable de placer une charge utile de 1,9 tonne sur une orbite terrestre basse. Le lanceur a un diamètre de 2,5 mètres pour une longueur de 38 mètres et une masse au décollage de 112,5 tonnes. Le développement de ce lanceur est abandonné en juillet 2023 lorsque iSpace décide de développer une fusée plus puissante l'Hyperbola-3.

### Hyperbola-3
Hyperbola-3 est un lanceur en cours de développement de 69 mètres de haut comprenant deux étages propulsés par des moteurs-fusées à ergols liquides, et partiellement réutilisable. La fusée peut placer 8,5 tonnes en orbite basse dans sa version  réutilisable et 13,4 tonnes  dans sa version non réutilisable. Ses moteurs brûlent un mélange de méthane liquide et d'oxygène liquide. Le premier étage de la fusée atterrit verticalement sur un train d'atterrissage. Un prototype de premier étage réutilisable (hauteur 17 mètres, diamètre 3,35 mètres) propulsé par un moteur-fusée Focus-1 est testé pour le première fois le 2 novembre 2023 (vol Hyperbola-2Y). Au cours de cet essai l'étage atteint une hauteur de 178 mètres avant de se poser en douceur. Un deuxième essai a lieu le 10 décembre 2023 au cours duquel il atteint une hauteur d'environ 343 mètres et effectue un déplacement horizontal d'environ 50 mètres avant de revenir se poser en douceur à moins d'un mètre de son point de départ. 

## Installations de lancement
La société iSpace construit un ensemble de lancement sur le site commercial de la base de lancement de Wenchang ainsi qu'une plateforme flottante de 10 000 tonnes qui permettra de récupérer le premier étage de la version réutilisable.